# Miroslav Antl
Miroslav Antl (* 21. února 1955 Ostrava) je český právník a politik, v letech 2008 až 2020 senátor za obvod č. 48 – Rychnov nad Kněžnou, mezi lety 2012 a 2020 zastupitel Královéhradeckého kraje. Dříve nestraník za ČSSD, v letech 2020 až 2021 předseda hnutí ZA OBČANY.

## Vzdělání, profese a rodina
Po maturitě na gymnáziu ve Žďáře nad Sázavou vystudoval Právnickou fakultu Univerzity Karlovy v Praze, kde v roce 1980 vykonal rigorózní zkoušku a získal tak titul JUDr.
V letech 1979 až 1983 byl právním čekatelem na státním zastupitelství v Litoměřicích. Od roku 1983 působil jako prokurátor, respektive státní zástupce v Chrudimi a v letech 1986 až 2001 na Krajském státním zastupitelství v Hradci Králové a specializoval se na nejzávažnější násilnou a drogovou kriminalitu a organizovaný zločin.
V roce 2001 působil na Ministerstvu vnitra v pozici ředitele Úřadu vyšetřování pro ČR a poté jako 1. náměstek policejního prezidenta pro trestní řízení (hodnost plukovník). Na funkci rezignoval kvůli nehodě, při níž řídil pod vlivem alkoholu (jel ve služebním voze a policisté mu naměřili 0,52 promile). Ihned druhý den dobrovolně rezignoval na svou funkci, ale pak se rok úspěšně vyhýbal převzetí obsílky a nebyl tak potrestán. Poté hostoval jako profesor trestního práva na Policejní akademii ČR v Praze. V letech 2003 až 2007 byl výkonným ředitelem pro bezpečnost Českého Telekomu a poté zprivatizované Telefónica O2 Czech Republic.
V současnosti působí jako odborný asistent na katedře sociální patologie a sociologie Pedagogické fakulty Univerzity Hradec Králové, kde přednáší trestní právo. Věnuje se také publikační činnosti, vydal dvě knihy pro širší veřejnost, „Gaunery nemám rád“ a „Miroslav Antl radí, jak na gaunery“. Napsal také několik odborných publikací, mimo jiné „Průvodce policisty trestním řízením“. V roce 2008 byl trestněprávním expertem pořadu Prima TV „KRIMI LIVE“.
Je ženatý s manželkou Helenou.

## Politická kariéra
Před rokem 1989 byl členem KSČ. V roce 1998 odmítl nabídku stát se ministrem spravedlnosti v Tošovského vládě.
V roce 2008 se stal senátorem za ČSSD za obvod č. 48 – Rychnov na Kněžnou, když v prvním kole porazil tehdejší nezávislou senátorku Václavu Domšovou kandidující za SNK-ED v poměru 43,83 % ku 18,96 % hlasů. Ve druhém kole svou silnější pozici potvrdil výhrou díky zisku 59,60 % všech platných hlasů. V Senátu působil jako předseda Ústavně-právního výboru a člen Mandátového a imunitního výboru.
Ve volbách do Senátu PČR v roce 2014 obhajoval jako nestraník za ČSSD mandát senátora v obvodu č. 48 – Rychnov nad Kněžnou. Se ziskem 41,12 % hlasů vyhrál první kolo a postoupil tak do kola druhého. V něm porazil poměrem hlasů 59,76 % : 40,23 % nestraníka za KDU-ČSL Luboše Řeháka a zůstal senátorem.
V krajských volbách v roce 2016 obhájil z pozice nestraníka za ČSSD mandát zastupitele Královéhradeckého kraje. Na kandidátce byl původně na 3. místě, získal však ze všech kandidátů sociální demokracie nejvíce preferenčních hlasů a skončil nakonec první. Ve volbách v roce 2020 již nekandidoval.
V červnu 2020 založil nové hnutí ZA OBČANY, jehož se stal předsedou. Ve volbách do Senátu PČR v roce 2020 obhajoval za toto hnutí mandát senátora v obvodu č. 48 – Rychnov nad Kněžnou. V prvním kole získal 26,44 % hlasů, a postoupil tak z 1. místa do druhého kola, v němž však prohrál s kandidátem TOP 09 a LES Janem Grulichem poměrem hlasů 40,34 % : 59,65 %, mandát senátora se mu tak prodloužit nepodařilo.
Dne 29. prosince 2021 bylo hnutí ZA OBČANY usnesením členské schůze dobrovolně rozpuštěno.
Ve volbách do Senátu PČR v roce 2022 kandidoval jako nestraník za hnutí ANO v obvodu č. 70 – Ostrava-město. V prvním kole skončil druhý s podílem hlasů 22,53 %, a postoupil tak do druhého kola, v němž se utkal s kandidátem koalice SPOLU (tj. ODS, KDU-ČSL a TOP 09) Zdeňkem Nytrou. Ve druhém kole prohrál poměrem hlasů 48,46 % : 51,53 %.

## Kontroverze
V souvislosti s výkonem mandátu senátora patřil při senátních hlasováních v letech 2014–2016 k největším absentérům. Absentoval na 59,7 % hlasování, což ho po Daniele Filipiové a Miluši Horské řadilo na třetí místo v této statistice. Svou neúčast zdůvodnil tím, že se účastnil pouze důležitých zasedání a že se soustředil na schůze výborů. K tomu dodal, že byl senátorem „se suverénně nejvyšším počtem zpravodajských zpráv,“ což mělo dokládat jeho aktivitu při přípravě zákonů. „Práce ve výborech se mnohem hůře sleduje i porovnává, záznamy nejsou elektronizované, zasedání jsou i výjezdní,“ uvedl politolog Kamil Gregor z Masarykovy univerzity.